# اکریسون ماکولیپنه
اکریسون ماکولیپنه یک گونه سوسک از خانوادهٔ سوسک‌های شاخک‌دراز و از زیرخانوادهٔ شاخک‌درازیان است. Lacordaire در سال ۱۸۶۹ این گونه را توصیف و بررسی کرده است. این گونه در جنوب برزیل و بولیوی یافت شده است.